# Вадбольское (посёлок)
Вадбольское (укр. Вадбольське) — покинутый посёлок Велико-Бурлукский поселкового совета в Великобурлукском районе Харьковской области.

## История
- 1997 год — посёлок ликвидирован в связи с переселением жителей [1].